# Saint-Arsène
Saint-Arsène es un municipio parroquial canadiense situado en la provincia de Quebec.

## Superficie
Saint-Arsène tiene una superficie de 70,81 km².

## Demografía
En 2021, tenía 1245 habitantes, una densidad poblacional de 17,6 hab./km², y 479 viviendas.